# ناحیه المعاتقه
ناحیه المعاتقه (به عربی: دائرة المعاتقة) یک ناحیه در الجزایر است که در استان تیزی وزو واقع شده‌است.